# Força Aérea Numerada
Força Aérea Numerada (em  inglês: Numbered Air Force (NAF) é uma unidade organizacional da Força Aérea dos Estados Unidos. Historicamente, o nível de comando abaixo de um MAJCOM (Major Commando) e, acima de uma ou mais asas ou grupos independentes, ao longo do tempo o seu papel mudou. Alguns NAFs foram substituídos por MAJCOMs, e alguns foram substituídos por MAJCOMs NAFs.

## Funções
Para além disso, algumas NAFs tiveram dupla função como MAJCOMs, como componentes de Unificação de comandos do ar, ou como componentes de ar sub-unificado ou comandos combinados. Na reorganização E.U. Força Aérea da década de 1990, foram reorganizadas como NAFs escalões táticos operacionais fornecendo liderança e supervisão. Nesse novo papel, não eram sede de gestão e não ter concluído equipes funcionais. No entanto, vários NAFs continuou a servir como elementos de ar de sub-unificado ou comandos combinados. Nestes casos, a função da NAF foi separada da função do componente aéreo, mesmo que o comandante era "dual hatted" ("duplo chapéu"), como o comandante de ambas as organizações. O melhor exemplo deste arranjo na história recente é a Nona Força Aérea, que serve como Forças Aérea Central dos Estados Unidos (USAFCENT), o componente Comando Central dos Estados Unidos (USCENTCOM).
NAFs são normalmente comandada por um Major General. NAFs é ordenado por um Tenente-general são normalmente aqueles com um papel duplo como componentes do ar sub-unificado ou Comandos Combinados, onde o seu comandante é o "duplo chapéu", como o comandante de ambas as organizações.
Em 2004 e 2005 o papel do NAF mudou novamente. Neste caso, o NAF foi essencialmente eliminada como um escalão tático. Em vez disso, o pessoal componente distinto do ar foi organizado na Sede em Warfighting (WFHQ), por vezes organizados como Força Aérea Numerada, que incluía as funções anteriormente pertencentes à Direção de Operações MAJCOM como de Centro de operações Aéreas. Ex responsabilidades administrativas do NAF foram diretamente atribuídas à MAJCOM pai.
Em 2006, a sede em Warfighting conceitou e evoluiu para a numerada componente da Força Aérea (C-NAF) da organização. O C-NAF é uma organização orientada operacionalmente e serve como sede da componente da força aérea para um combatente de Comando Unificado, ou comando unificado subordinados, quando for o caso. O C-NAF inclui o Centro de operações Aéreas para fornecer comando e controle, e "A-Staff" Pessoal de apoio administrativo e logístico aos recursos atribuídos. A C-NAF tem dois designação, tanto a  Força Aérea Numerada (ou seja, Nona  Força Aérea), e uma denominação componente funcional (ou seja, Forças Aérea Central dos Estados Unidos , ou AFCENT).

## Numerações
| Força Aérea                   | Escudo | Localização da sede                                     | Comando Principal |
| ----------------------------- | ------ | ------------------------------------------------------- | ----------------- |
| Primeira Força Aérea          |        | Tyndall Air Force Base, Flórida                         | ACC               |
| Segunda Força Aérea           |        | Keesler Air Force Base, Mississippi                     | AETC              |
| Terceira Força Aérea          |        | Ramstein Air Base, Alemanha                             | USAFE             |
| Quarta Força Aérea            |        | March Air Reserve Base, Califórnia                      | AFRC              |
| Quinta Força Aérea            |        | Yokota Air Base, Japão                                  | PACAF             |
| Sétima Força Aérea            |        | Osan Air Base, Coreia                                   | PACAF             |
| Oitava Força Aérea            |        | Barksdale Air Force Base, Louisiana                     | AFGSC             |
| Nona Força Aérea              |        | Shaw Air Force Base, Carolina do Sul                    | ACC               |
| Décima Força Aérea            |        | Naval Air Station Joint Reserve Base, Fort Worth, Texas | AFRC              |
| Décima Primeira Força Aérea   |        | Elmendorf Air Force Base, Alasca                        | PACAF             |
| Décima Segunda Força Aérea    |        | Davis-Monthan Air Force Base, Arizona                   | ACC               |
| Décima Terceira Força Aérea   |        | Hickam Air Force Base, Havaí                            | PACAF             |
| Décima Quarta Força Aérea     |        | Vandenberg Air Force Base, Califórnia                   | AFSPC             |
| Décima Sétima Força Aérea     |        | Ramstein Air Base, Alemanha                             | USAFE             |
| Décima Oitava Força Aérea     |        | Scott Air Force Base, Illinois                          | AMC               |
| Décima Nona Força Aérea       |        | Randolph Air Force Base, Texas                          | AETC              |
| Vigésima Força Aérea          |        | F.E. Warren Air Force Base, Wyoming                     | AFGSC             |
| Vigésima Segunda Força Aérea  |        | Dobbins Air Reserve Base, Geórgia                       | AFRC              |
| Vigésima Terceira Força Aérea |        | Hurlburt Field, Flórida                                 | AFSOC             |
| Vigésima Quarta Força Aérea   |        | Lackland Air Force Base, Texas                          | AFSPC             |

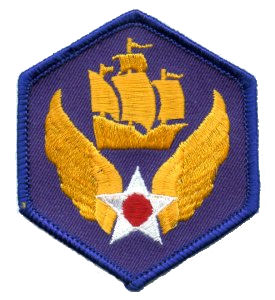
Emblema da Sexta Força Aérea (USAAF) - (1942-1946), Designação e insígnia mais tarde mudou para Força Aérea dos EUA no Comando Sul.
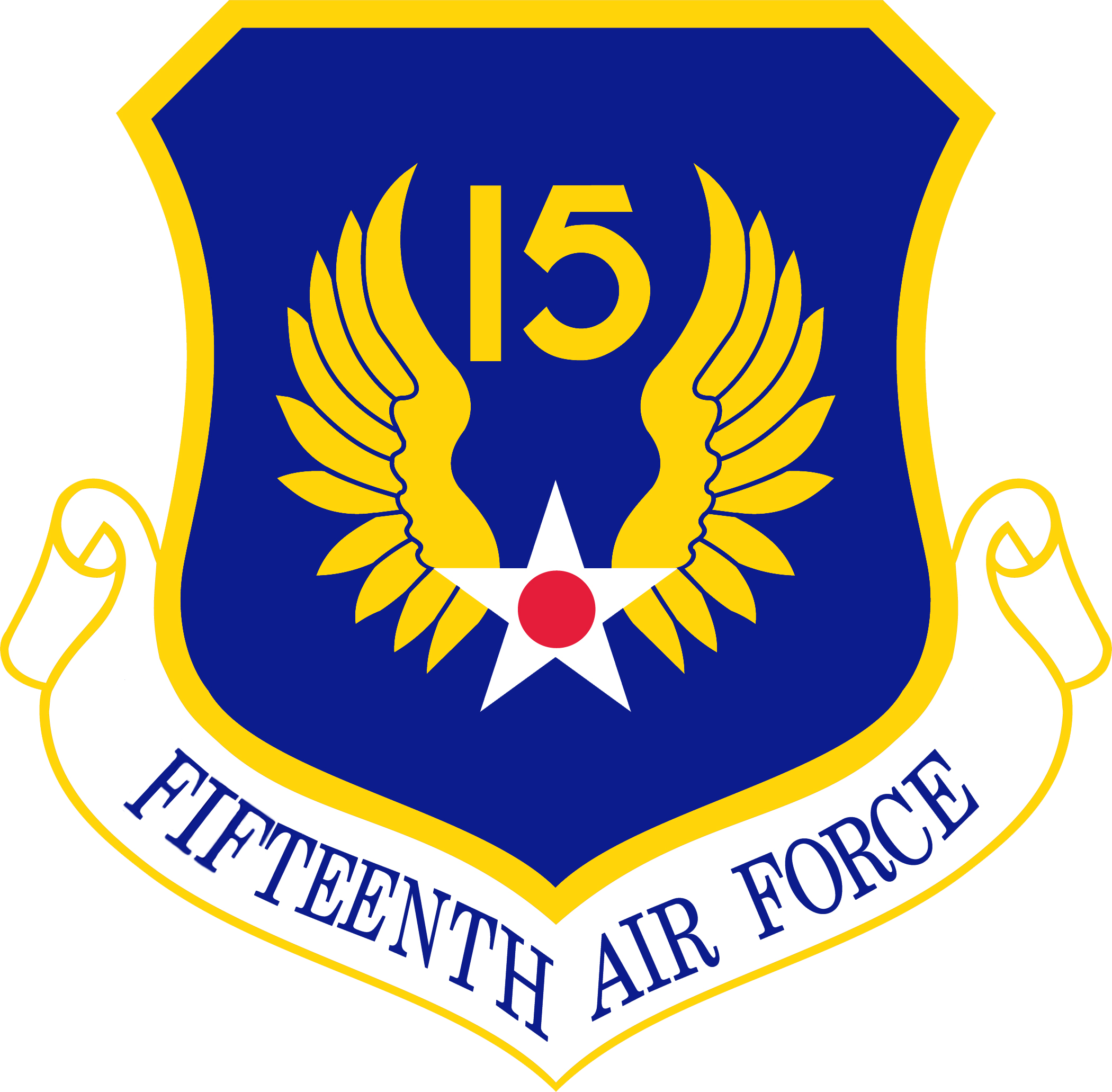
Emblema da Décima Quinta Força Aérea.
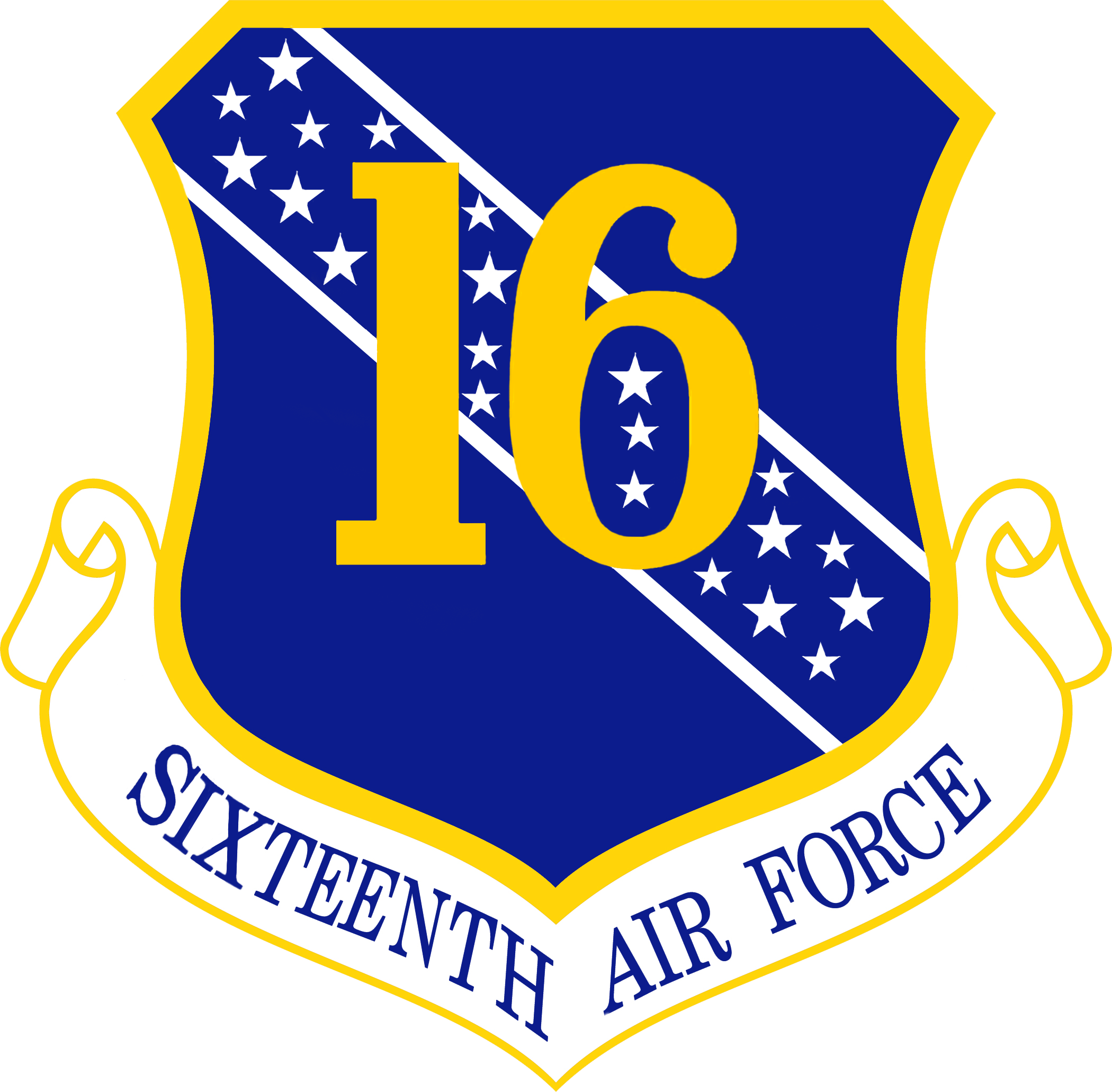
Emblema da Décima Sexta Força Aérea.
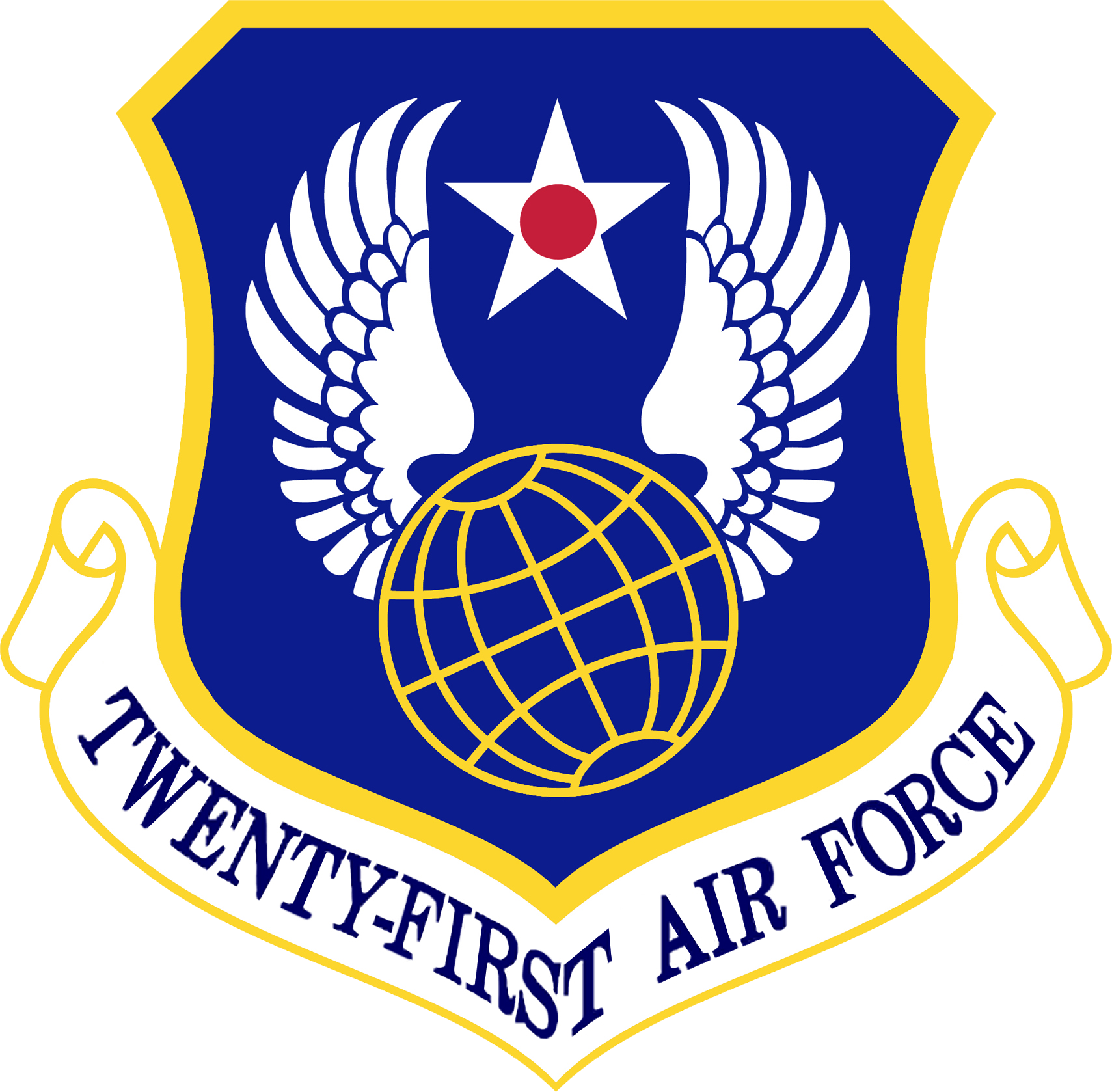
Emblema da Vigésima Primeira Força Aérea.